# شوادورف
شوادورف (به آلمانی: Schwadorf) یک منطقهٔ مسکونی در اتریش است که در ناحیه وین-اومگه‌بونگ واقع شده‌است. شوادورف ۱۱٫۳۷ کیلومتر مربع مساحت دارد ۱۶۳ متر بالاتر از سطح دریا واقع شده‌است.